# Музей Джона Соуна
Музей Джона Соуна (англ. Sir John Soane's Museum) — дом-музей английского архитектора-неоклассициста сэра Джона Соуна, расположенный в Холборне (Лондон), по адресу Линкольнс-Инн-Филдс, 13. В музее хранится множество чертежей и архитектурных моделей, связанных с проектами Соуна, а также собранная им за много лет обширная коллекция древнеегипетских, греческих и римских древностей и произведений живописи, графики и скульптуры (в общей сложности около 45 000 экспонатов).
Музей был официально учрежден ещё при жизни Соуна, частным парламентским биллем, принятым в 1833 году и вступившим в силу в 1837-м, после смерти архитектора. В коллекцию музея входят живописные произведения Каналетто, Уильяма Хогарта, Томаса Лоуренса, Антуана Ватто, Джошуа Рейнольдса, И. Г. Фюсли, Уильяма Гамильтона и Огастеса Колкотта, а также 3 картины Дж. М. У. Тёрнера (который был дружен с Соуном) и 15 рисунков Пиранези (многие из этих работ обрамлены и выставлены в открытых для публики залах музея).

## История

### Здания
В 1792—1824 годах Соун последовательно снёс и заново отстроил три дома, расположенных по северную сторону Линкольнс-Инн-Филдс. Работы начались с дома № 12, перестроенного в 1792—1794 годах и внешне представляющего собой простое кирпичное здание. В 1806 году, получив должность профессора архитектуры в Королевской академии искусств, Соун приобрёл соседний дом № 13 (ныне здание музея) и перестроил его в два этапа.
В 1808—1809 годах, на месте бывших конюшен с тыльной стороны здания, Соун оборудовал своё чертёжное бюро и первые музейные помещения, для которых использовал в основном естественное освещение при помощи световых колодцев. В 1812 году он реконструировал часть здания, выходящую на Линкольнс-Инн-Филдс. Соун добавил к полуподвальному этажу выступающий фасад из портлендского камня и перестроил первый и второй этажи и центральный пролёт второго этажа, застеклив три открытых лоджии, из которых тот состоял первоначально. Переехав в дом № 13, Соун стал сдавать дом № 12 внаем; после смерти архитектора оба здания перешли в национальную собственность (согласно замыслу Соуна, доход от аренды дома № 12 должен был поступать в фонд попечителей музея). Завершив строительные работы, Соун стал использовать дом № 13 как своеобразную архитектурную лабораторию, постоянно перестраивая его интерьеры.
В 1823 году, когда архитектору было уже за семьдесят, Соун приобрёл третье здание, дом № 14, и перестроил его в 1823—1824 годах. На месте бывших конюшен дома № 14 он разместил картинную галерею, соединённую с домом № 13. Основная часть здания использовалась как отдельное жилое пространство, не соединённое с другими помещениями. После смерти Соуна дом № 14 перешел по наследству к его родственникам, не имевшим отношения к администрации музея.

### Музей

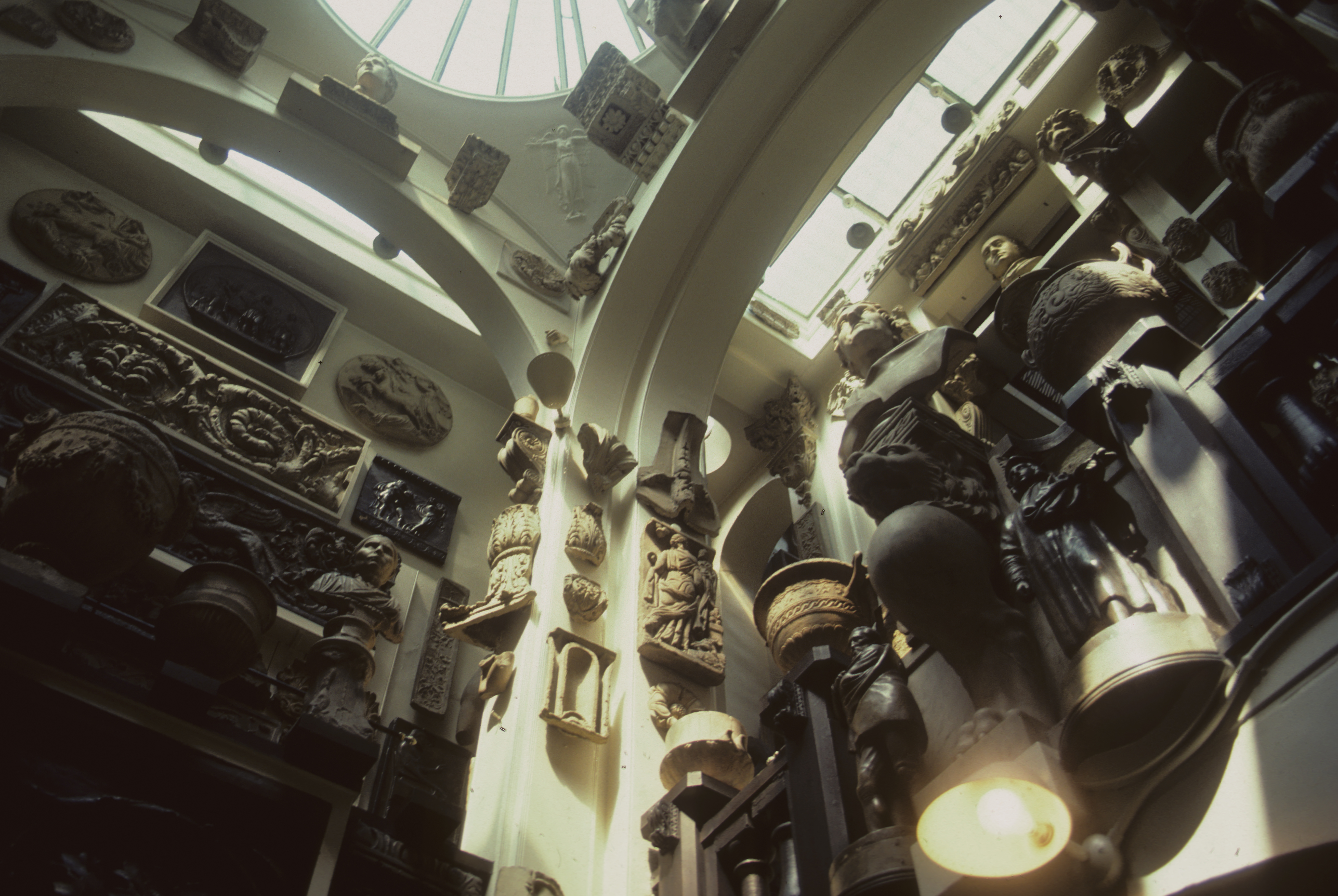
В большинстве помещений музея сохранена плотная развеска экспонатов как при жизни Джона Соуна

Джоун Соун задумал создание собственного музея после путешествия по Италии в 1778—1780-х годах с посещением Рима, Неаполя, Салерно, Геркуланума и Помпей. Он проникся идеями возрождения древнего (античного) искусства и популяризации его в Великобритании. С 1812 года он стал экспонировать в своём доме наряду с подлинными поддельные «античные» рельефы и статуи. У себя в поместье Соун построил руину «античного храма», будто бы случайно обнаруженную во время раскопок, а затем выдумал научную дискуссию об античном происхождении своей виллы. Его друзья иронично относились к этой затее и, прежде всего, к сумбурной организации музея, где вперемешку с оригиналами были выставлены копии и подделки. Так в центре одной из комнат посетителям демонстрировали подлинный саркофаг египетского фараона Сети I, обнаруженный Джованни Баттиста Бельцони, и приобретённый Соуном 12 мая 1824 года за 2000 фунтов стерлингов (самый дорогой экспонат коллекции). Hад ним на высоком постаменте высился гипсовый слепок со статуи Аполлона Бельведерского.
Другие древности включают: греческую и римскую бронзу, в том числе из Помпей, погребальные урны, фрагменты римских мозаик, греческие вазы, многие из которых выставлены над книжными шкафами в библиотеке, греческие и римские бюсты, головы статуй и фрагменты скульптуры, гипсовый слепок Афродиты Книдской и фрагменты архитектурного декора, образцы древнеримского стекла.
Музей был официально учреждён ещё при жизни Соуна, частным парламентским биллем, принятым в апреле 1833 года и вступившим в силу в 1837-м, после смерти архитектора. Потребовавшуюся для этого затяжную парламентскую кампанию Соун предпринял, чтобы лишить наследства своего сына, к которому питал сильную неприязнь. Сын Соуна, Джордж, враждовал с отцом всю жизнь; причинами тому были его пьянство и огромные долги, нежелание продолжить отцовское дело и неподобающий, с точки зрения Соуна-старшего, выбор супруги. Вдобавок, Джордж «написал для воскресных газет анонимный пасквиль на сэра Джона, в котором назвал его мошенником, шарлатаном и подражателем». Согласно действовавшим на тот момент законам о наследовании, Джордж имел право претендовать на все имущество отца после смерти последнего. Чтобы предотвратить такой поворот событий, Джон Соун добился парламентского билля, «попиравшего, — по мнению одного из его противников в парламенте, — основополагающие законы наследственной преемственности».
Согласно биллю, дом и коллекция Соуна перешли после его смерти под управление попечительского совета, действовавшего от имени нации. Совету вменялось в задачу хранить дом № 13 по Линкольнс-Инн-Филдс «по возможности в неизменном виде», и это поручение было в целом исполнено.
Благодаря целевому капиталу, предоставленному самим Соуном, До 1947 года совет попечителей оставался полностью независимым, после чего стал получать ежегодную субсидию британского правительства от министерского Департамента культуры, СМИ и спорта.

### Реконструкция и реставрация

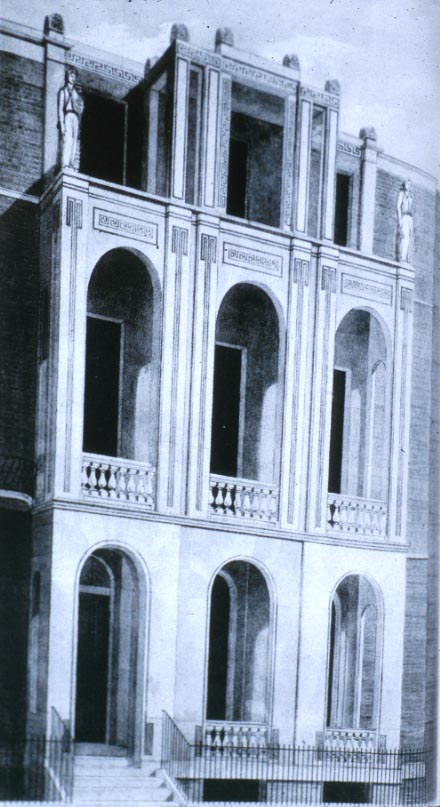
Фасад дома Соуна в 1812 году. Арочные проемы были впоследствии застеклены

В 1889—1890 годах музей временно закрывался на реконструкцию, в ходе которой с основным зданием музея (дом № 13) были соединены тыльные помещения дома № 12 (к северу от внутреннего дворика).
С 1969 года дом № 12 находится под управлением совета попечителей как часть музея, содержащая служебные помещения. До 2009 года в том же доме располагалась исследовательская библиотека, а в 1995—2011 годах — Галерея Соуна, созданная по проекту Эвы Иржичны и предназначавшаяся для временных выставок.
В настоящее время Музей Соуна действует как национальный центр архитектурных исследований.

#### Реставрационная программа 1988—2005
С 1988 по 2005 годы в музее проходила масштабная реставрация под руководством Питера Торнтона (Peter Thornton) и, позднее, Маргарет Ричардсон (Margaret Richardson). В ходе этой программы были восстановлены колористические схемы и изначальное расположение предметов во многих помещениях дома-музея (в гостиной, картинном зале, кабинете, гардеробной и др.). Кроме того, были воссозданы в первоначальном виде три внутренних дворика, включая расположенный в самом сердце музея Двор памятника (Monument Court) с колонной-пастишем, составленной из архитектурных фрагментов. Основные средства для реставрационных работ предоставил Нью-йоркский фонд Музея Джона Соуна (The Soane Foundation in New York).
В 1997 году совет попечителей с помощью Лотерейного фонда «Хэритедж» приобрел соседний с музеем дом № 14 по Линкольнс-Инн-Филдс. В 2006—2009 годах это здание было реставрировано и оборудовано дополнительными помещениями для просветительской и исследовательской работы. В дом № 14 была перемещена библиотека (ранее располагавшаяся в доме № 12). Здесь же был организован Исследовательский центр Роберта Адама с коллекцией его чертежей и рисунков (более 9000 экспонатов), собранной Соуном.

#### Проект «Открытие Музея Соуна»
Приобретение дома № 14 позволило завершить реставрацию исторических помещений музея. Проект получил название «Открытие Музея Соуна» (Opening up the Soane, OUTS) и был проведен компанией «Джулиан Харрап Аркитектс» (Julian Harrap Architects). Общая стоимость работ составила около 7 миллионов фунтов стерлингов; средства были предоставлены благотворительным фондом «Моньюмент» (The Monument Trust), Лотерейным фондом «Хэритедж», Нью-йоркским фондом Музея Джона Соуна и другими частными фондами.
Первая фаза проекта началась в марте 2011 года и завершилась в 2013 году. На этом этапе был реконструирован и оборудован лифтами дом № 12. Галерею для временных выставок перенесли с первого этажа на второй, а на первом этаже разместили зал для приема посетителей и магазин. Кроме того, в доме был организован Реставрационный центр имени Джона и Синтии Фрай Ганн (John and Cynthia Fry Gunn Conservation Centre).
Вторая фаза была посвящена реставрации личных покоев Джона Соуна на третьем этаже дома № 13 (супружеской спальни, библиотечной комнаты, кабинета архитектурных моделей, молельни и утренней гостиной миссис Соун). Также были воссозданы отдельная спальня и ванная комната Соуна, которые он ещё при жизни демонстрировал публике наряду с другими помещениями дома. Реставрированные помещения открылись для посетителей летом 2015 года.
Третья фаза проекта завершилась летом 2016 года. Основные работы прошли в доме № 13, где были реставрирована прихожая на первом этаже, содержащая около 200 экспонатов, и расположенные под ней катакомбы. Кроме того, с тыльной стороны дома № 12 была оборудована новая студия с информационными материалами о Джоне Соуне. Кроме того, в рамках проекта OUTS был создан новый сайт музея с онлайн-каталогом коллекций.

### Работа музея в наши дни
Из-за своеобразной планировки здания, узких коридоров и изобилия экспонатов в тесном пространстве вместимость музея ограничена: допускается не более 90 посетителей одновременно. В прошлом перед входом в музей нередко собиралась очередь, но с июля 2021 года была введена система заказа билетов на фиксированное время.
В 2010 году музей посетили около 110 000 человек; за год с апреля 2018 по март 2019 года — 131 459 человек.
Освещение в музее неяркое, таблички с пояснительным текстом на большинстве экспонатов отсутствуют; музей не оборудован ни справочной службой, ни кафе.

## Архитектура
Самые известные помещения музея Соуна — Купольный зал (Dome Area), Колоннада и Музейный коридор (Museum Corridor). Эти пространства освещаются, главным образом, через световые колодцы и воспроизводят в миниатюре тот тип освещения, который Соун разработал для здания Банка Англии. Благодаря стенам, состоящим из больших раздвижных панелей, Картинная галерея (Picture Gallery) вмещает в три раза больше экспонатов, чем обычная комната таких же размеров (изначальная экспозиция в этом зале была восстановлена в январе 2011 года). Для посетителей музея панели отодвигают, демонстрируя скрытые экспонаты; с этой целью обычно ждут, пока соберется группа.
В передней части дома № 13 располагаются помещения, больше похожие на жилые комнаты. Многие из них тоже весьма необычны, хотя это не сразу бросается в глаза. Купол со вставками из выпуклых зеркал, перекрывающий Салон для завтрака (Breakfast Room), оказал влияние на многих архитекторов по всему миру. В планировке Библиотеки-Столовой (Library-Dining Room) элементы, типичные для этрусских гробниц, сочетаются с некоторыми приемами поздней английской готики (так, прообразом для конструкции потолка здесь послужил нервюрный свод с декоративными подвесками). Основной цвет убранства комнаты — насыщенный красный, традиционно ассоциирующийся с фоном многих помпейских фресок. В Кабинете (Study) представлено собрание римских архитектурных фрагментов, во внутреннем Дворе памятника (Monument Court) установлена колонна-пастиш, а во Дворе монаха (Monk's Yard) хранятся образцы средневековой архитектурной готики из Вестминстерского дворца. В центре этого дворика располагается могила Фанни, любимой собачки Соуна, с надгробием в виде высокой колонны и мемориальной табличкой с надписью: «Увы! Бедная Фанни!». Двор монаха с прилегающими к нему помещениями был спроектирован в 1824 году; Соун задумал эту часть дома как местообитание вымышленного монаха-отшельника, «падре Джованни».

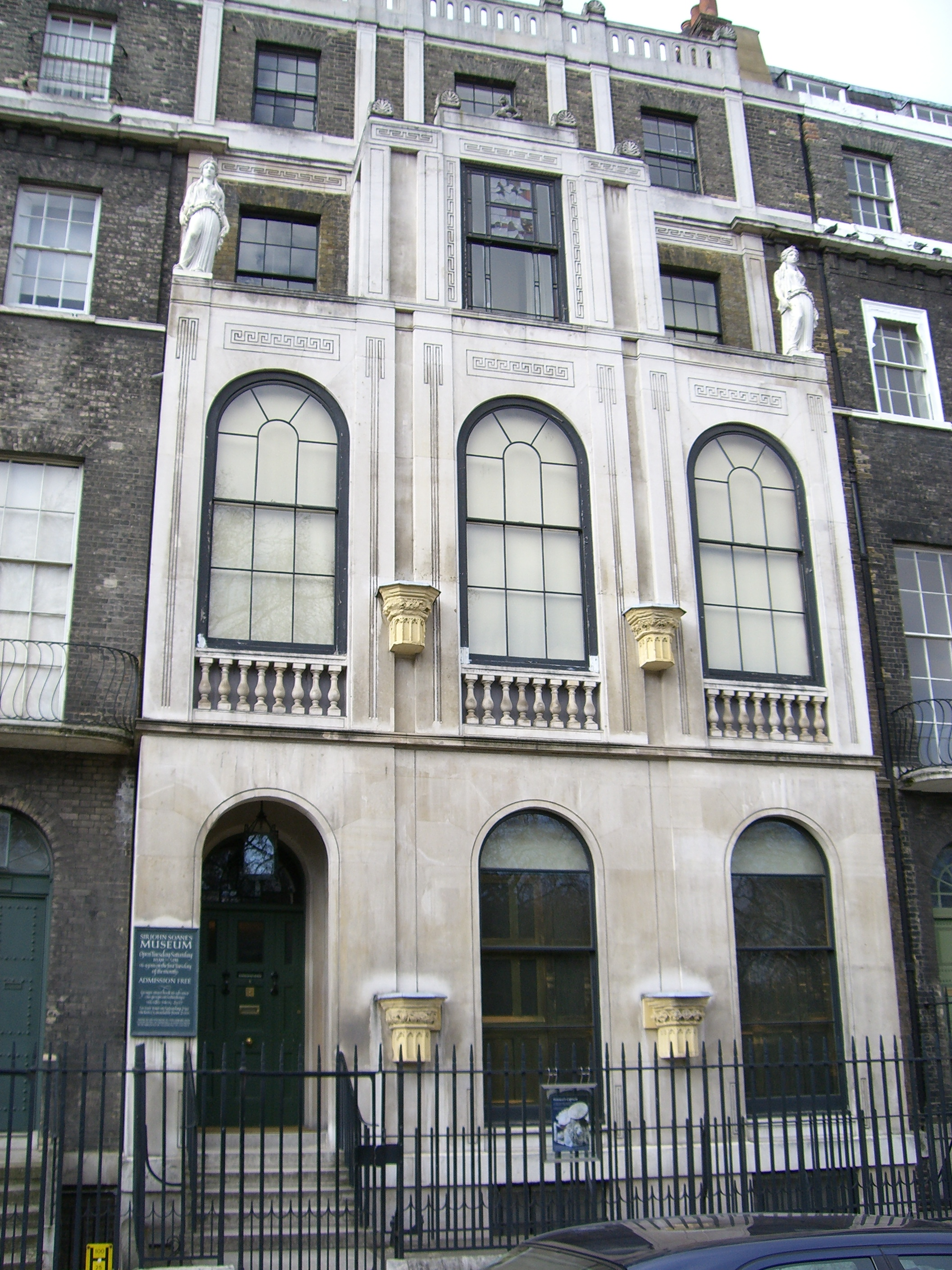
Фасад Музея Соуна в наши дни
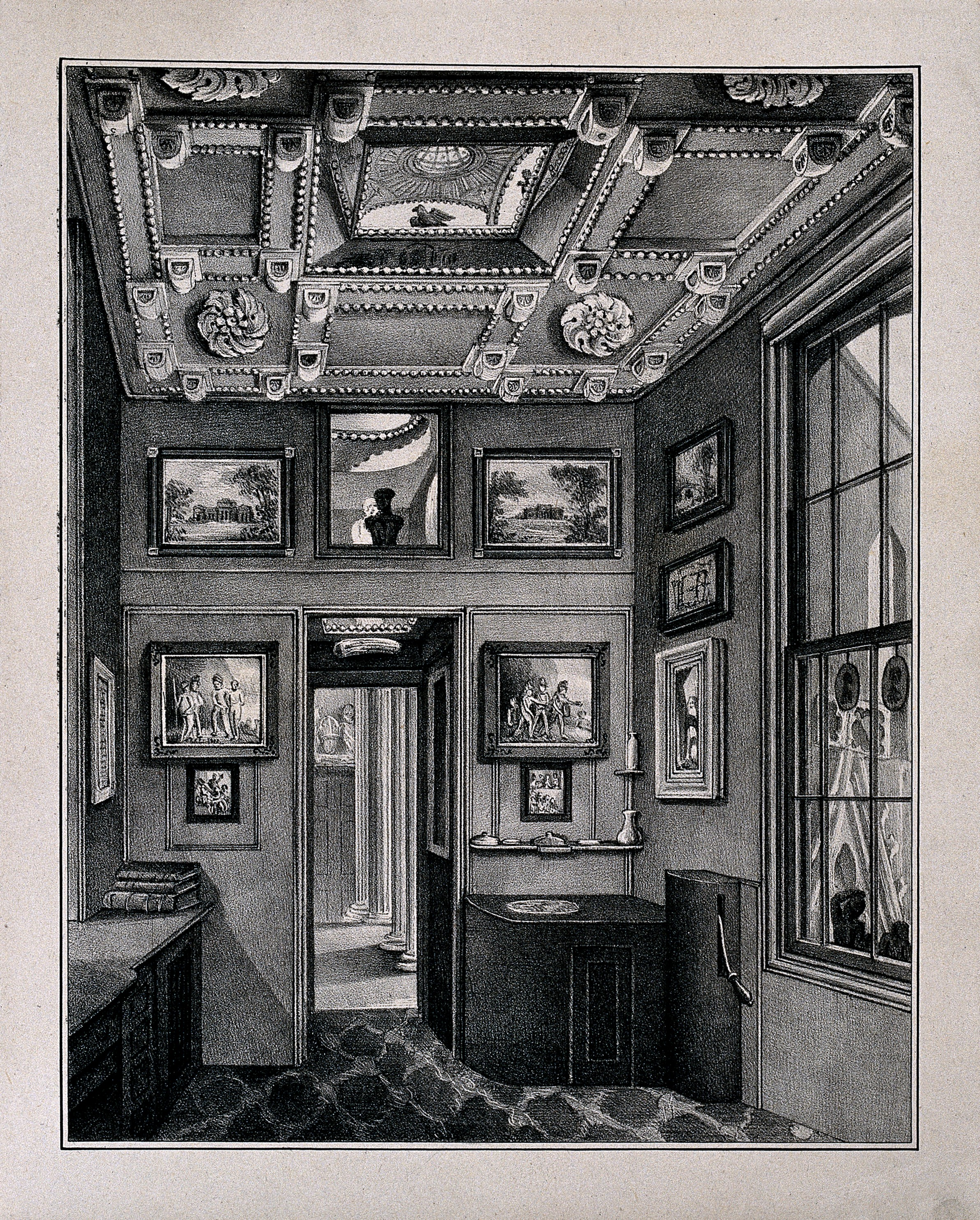
Гардеробная на первом этаже дома Соуна. Литография Ч. Дж. Ричардсона. 1835
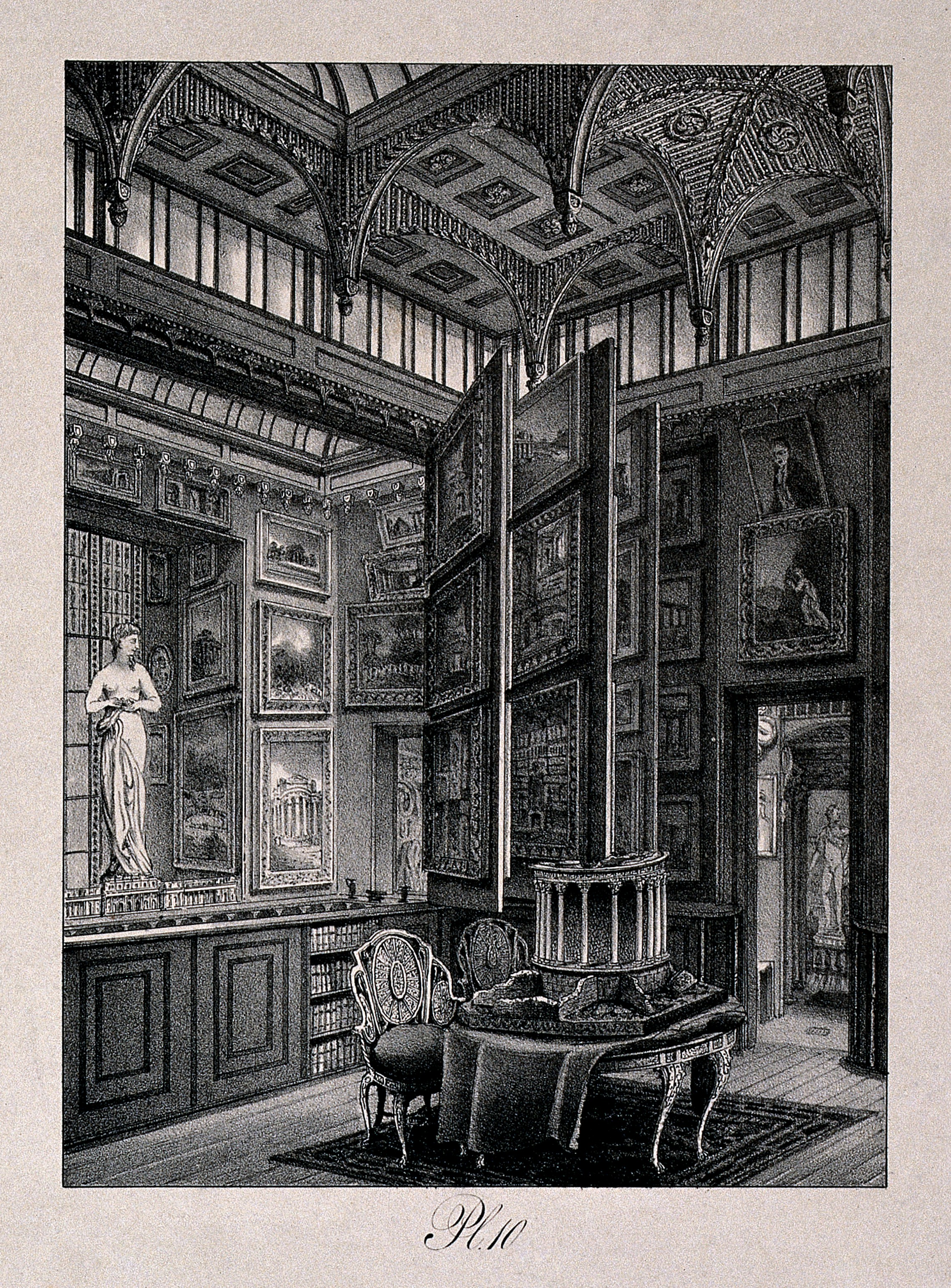
Картинная галерея с раздвижными панелями. Литография 1830 г.
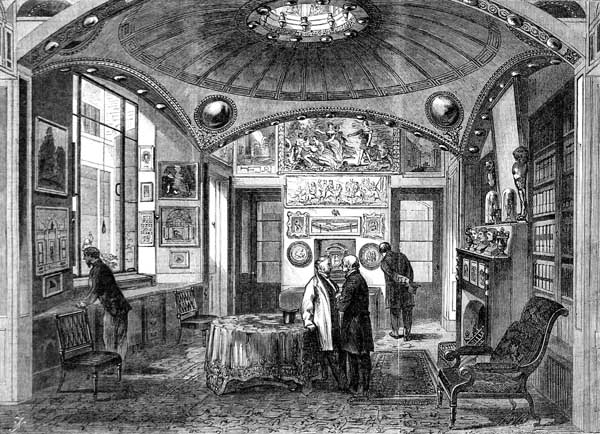
Салон для завтрака в доме Соуна. «Иллюстрейтед Лондон Ньюз», 1864
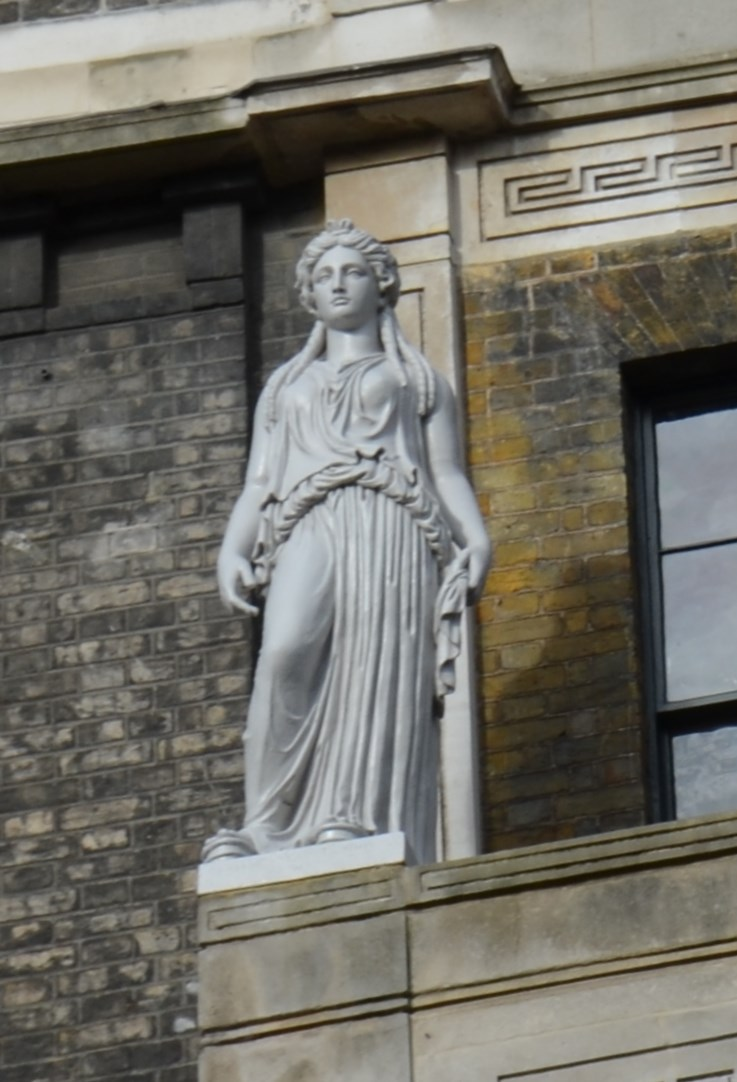
Статуя на фасаде музея

## Коллекции

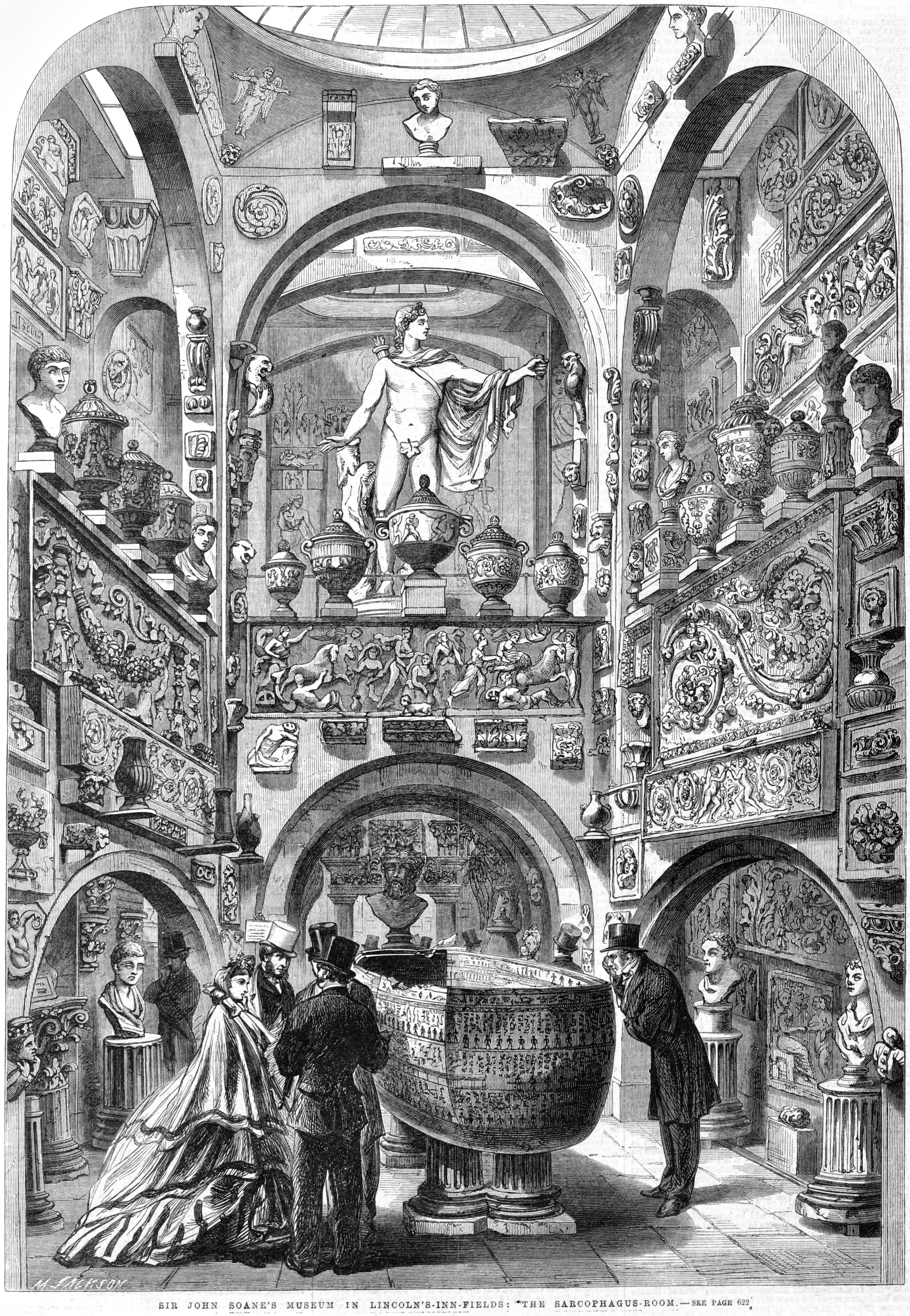
«Погребальная камера» с саркофагом Сети I в центральной части музея («Иллюстрейтед Лондон Ньюз», 1864)

### Древние, средневековые и «экзотические» предметы
Джон Соун высоко ценил и на протяжении всей жизни коллекционировал искусство Древнего Егитпа, Греции и Рима. Его собрание древностей насчитывает более 700 экспонатов, в числе которых — многочисленные архитектурные фрагменты (фризы, пилястры, колонны, карнизы, рельефы, орнаменты), предметы декоративно-прикладного искусства (фонтаны, канделябры, алтари, предметы мебели, погребальные урны, образцы римского стекла и греческие вазы, многие из которых выставлены в библиотеке, на книжных шкафах), греческие и римские бюсты, статуэтки, фрагменты статуй и римских мозаик.
Самый дорогой и знаменитый экспонат в музейной коллекции древностей — алебастровый саркофаг египетского фараона Сети I, покрытый египетскими иероглифами. Эту находку итальянского путешественника Джованни Бельцони Соун купил 12 мая 1824 года за 2000 фунтов стерлингов. Саркофаг был доставлен в Лондон в марте 1825 года и размещен в полуподвальной «Погребальной камере» (Sepulchral Chamber) дома № 13. В честь этого приобретения Соун устроил трехдневный праздник, ставший ярким событием в светской жизни Лондона. В дни празднования «камера» с саркофагом была ярко освещена (использовалось более сотни светильников); светильниками украсили и фасад дома. На торжества было приглашено 890 человек, в числе которых дом Соуна посетили премьер-министр Великобритании Роберт Дженкинсон с супругой, будущий премьер Роберт Пиль, принц Август-Фредерик, поэт Сэмюэл Тейлор Кольридж, художники Дж. М. У. Тёрнер, Томас Лоуренс и Бенджамин Хейдон, а также многие именитые гости из других стран.
В коллекцию средневековых предметов входят архитектурные фрагменты (главным образом из старого здания Вестминстерского дворца, приобретенные после пожара 1834 года), изразцы и витражи.
Кроме того, в музее хранятся «экзотические» приобретения Соуна (предметы искусства из стран Азии и Латинской Америки). Среди них — 44 образца китайской керамики XVIII века, 12 образцов перуанской керамики и комплект индийской мебели XVIII века (4 стула и стол из слоновой кости, изготовленные в Муршидабаде для дворца Типу Султана в Серингапатаме).

### Скульптура
Один из важнейших предметов в музейной коллекции античных скульптур — уменьшенная копия статуи Артемиды Эфесской, выставленная в нише на верхней площадке главной лестницы. Впрочем, некоторые исследователи сомневаются в древнем происхождении этой копии и предполагают, что она была создана в начале XIX века. Также в собрание Соуна входят гипсовые слепки других знаменитых античных статуй (Афродиты Книдской, Геркулеса Фарнезского и Аполлона Бельведерского) и головы Дианы или Сулис Минервы, найденной при раскопках в Бате.
После смерти своего учителя Генри Холланда Соун приобрел часть его собрания античных мраморов (фрагментов архитектурного декора); для самого Холланда эту коллекцию собрал в Риме, в 1794—1796 годах, архитектор Чарльз Тейтем.
В числе приобретенных Соуном современных скульптурных работ — оригинальные гипсовые модели статуи Ричарда Уэстмакотта «Нимфа, расстегивающая пояс» (установлена в Картинном зале [Picture Room]), памятника Уильяму Питту Младшему работы Джона Флаксмана и памятника Пенелопе Бутби работы Томаса Бэнкса.
В Купольном зале (Dome Area), над саркофагом Сети I, выставлен белый мраморный бюст самого Джона Соуна, изваянный Френсисом Чантри в 1827—1829 годах. Приглашая Соуна позировать, Чантри попросил «захватить с собой голову», а по завершении работы заявил, что это лучшее из всех его произведений и что Соун у него получился очень похожим на Юлия Цезаря.

### Живопись и графика

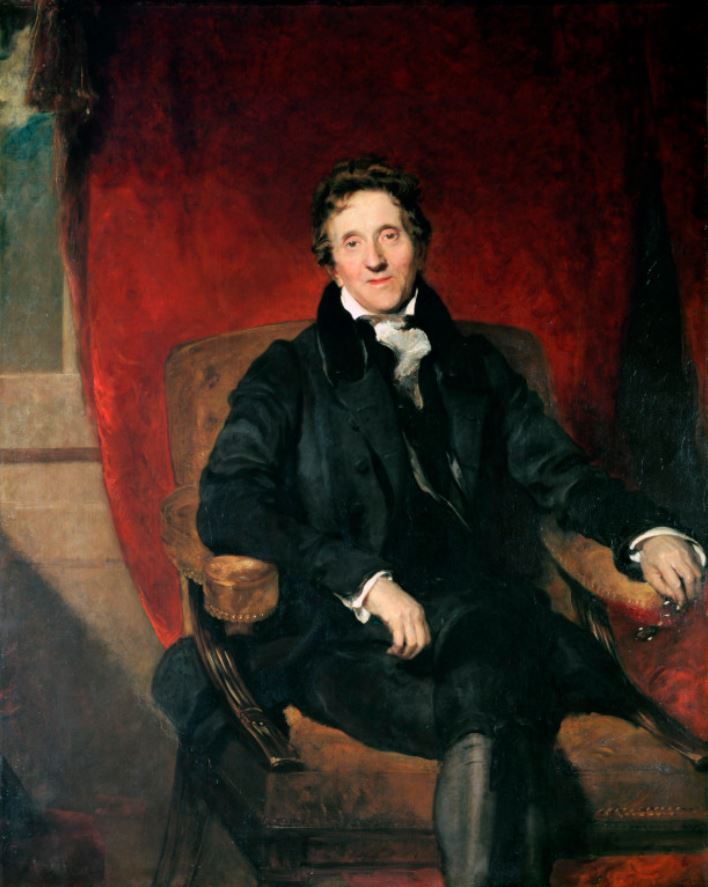
Томас Лоуренс, «Портрет сэра Джона Соуна» (1828—1829)

В музейное собрание живописных и графических работ входят:
- четыре картины Каналетто, в том числе «Вид на набережную Рива дельи Скьявони» (1736; приобретена в 1806 году у Уильяма Бекфорда за 150 гиней)[43][44];
- работы Уильяма Хогарта:
  - цикл "Путь мота"[англ.] (1732-1735, 8 картин, из коллекции У. Бекфорда; приобретены в 1801 году на аукционе за 570 гиней)[45];
  - цикл "Выборы в парламент"[англ.] (1755, 4 картины, из коллекции вдовы Дэвида Гаррика; приобретены в июне 1823 на аукционе «Кристис» за 1732 фунтов 10 шиллингов)[46];
- три картины Дж. М. У. Тёрнера, купленные на выставках:
  - «Баркас адмирала Ван Тромпа у входа в гавань острова Тексел, 1645 год» (1831, масло, холст)[47];
  - «Святой Гуго призывает кару Божью на пастуха из Курмайёра (Валле-д’Аоста)» (1802—1803, бумага, акварель)[48];
  - «Рефекторий аббатства Керкстолл» (1798, бумага, акварель)[49];
- картина Джошуа Рейнольдса «Змея в траве, или Любовь развязывает пояс Красоты» (1785, масло, холст; выставлена в столовой дома-музея над буфетом)[50][51];
- картина Уильяма Гамильтона «Высадка Ричарда II в гавани Милфорда» (ок.1793—1800, масло, холст)[52];
- картина Огастеса Колкотта[англ.] «Место прохода: итальянская композиция» (написана по заказу Соуна (ок. 1830, масло, холст)[53][54];
- картина Антуана Ватто «Деревенская свадьба» (ок. 1710—1715, масло, холст)[55];
- одна из трех сохранившихся версий картины Иоганна Фюсли «Итальянский граф» (ок. 1780, масло, холст)[56];
- портрет Джона Соуна (в возрасте 51 года) кисти Уильяма Оуэна (1804, масло, холст)[57];
- портрет Джона Соуна (в возрасте 76 лет) кисти Томаса Лоуренса (1828—1829, масло, холст; выставлен в столовой дома-музея над камином)[58][59];
- 15 рисунков Джованни Пиранези, многие из которых обрамлены и выставлены в залах музея;
- акварели и карандашные рисунки Джозефа Гэнди — художника и архитектора, тесно сотрудничавшего с Соуном в 1798—1809 годах;
- 22 работы Шарля-Луи Клериссо (гуашь)[60];
- карандашный эскиз Джона Флаксмана к портрету жены Соуна (1795—1800), обрамленный и выставленный в музее[61].

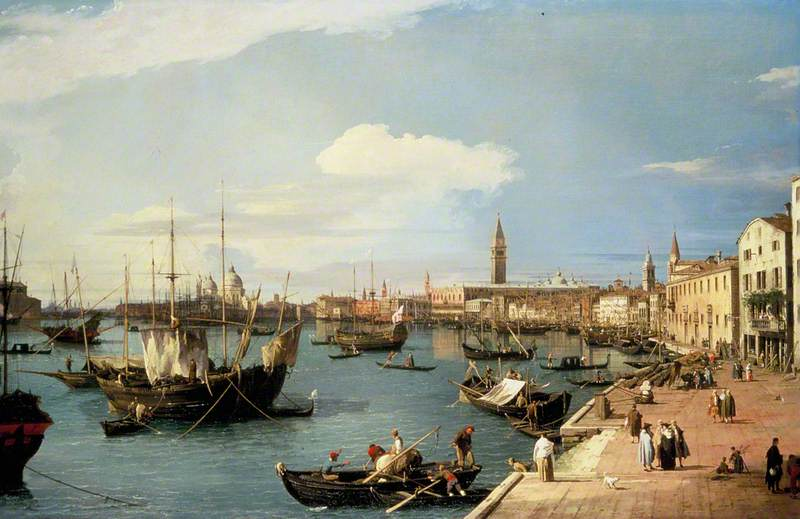
Каналетто, «Вид на набережную Рива дельи Скьявони, Венеция», ок. 1736
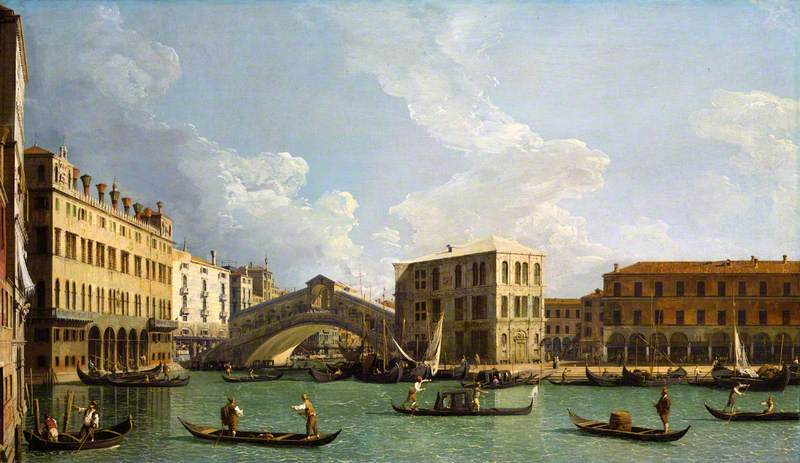
Каналетто, «Вид на Риальто»
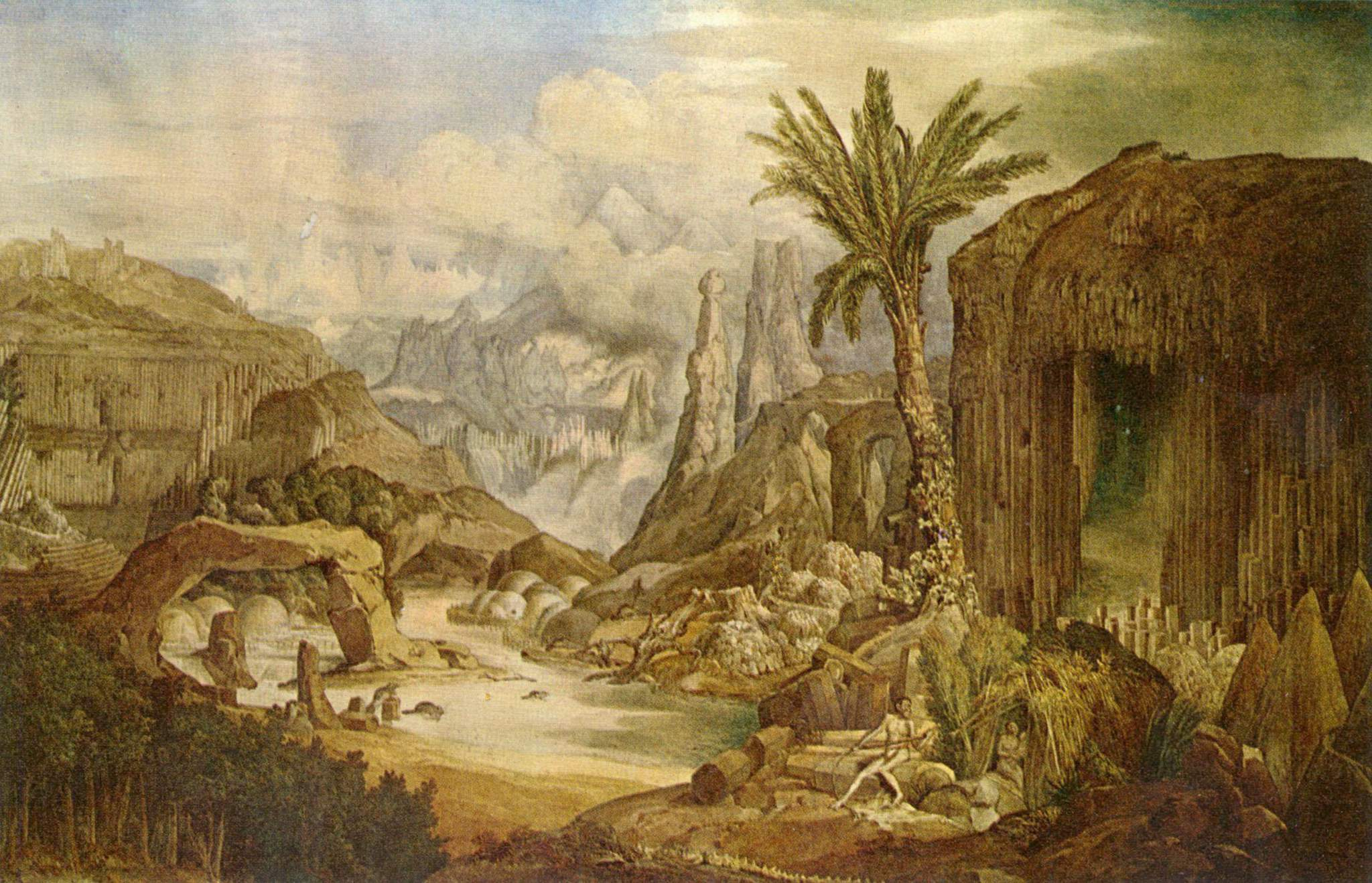
Джозеф Гэнди, «Происхождение архитектуры»
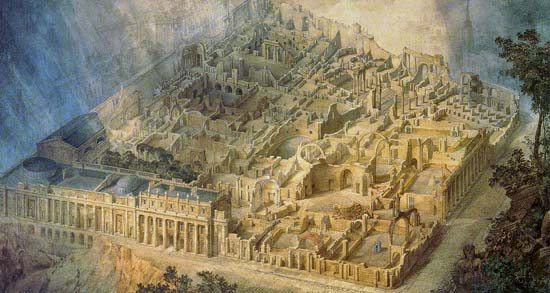
Джозеф Гэнди, «Воображаемые руины Банка Англии», 1830

### Архитектурная графика и модели
В коллекции музея хранится более 30 000 образцов архитектурной графики. Чертежи к собственным проектам Соуна (выполненные по большей части его помощниками и учениками, в первую очередь Джозефом Гэнди) собраны и переплетены в 37 томов; 97 чертежей обрамлены и выставлены в залах музея. Отдельные подборки составляют 601 чертеж, относящийся к проекту Банка Англии, 6266 других работ Соуна и 1080 чертежей, подготовленных для лекций в Королевской академии художеств.
В 1817 году Джордж Дэнс Младший Джордж Дэнс Младший подарил Соуну сборник архитектурной графики Кристофера Рена, включающий чертежи для дворца Хэмптон-Корт и Гринвичского морского госпиталя. Венцом коллекции Соуна стали 57 томов архитектурных чертежей Роберта Адама и Джеймса Адама, приобретенные в 1821 году за 200 фунтов стерлингов. Ещё один значительный экспонат коллекции — книга Джона Торпа по архитектуре, купленная на аукционе «Кристис» 3 апреля 1810 года и обошедшаяся Соуну в 27,5 гиней; в этой книге собрано около 300 планов и вертикальных проекций, относящихся к различным образцам елизаветинской и яковианской архитектуры (главным образом, большим особнякам).
В 1836 году Соун приобрел у сына Джорджа Дэнса Младшего внушительную коллекцию, включавшую 293 чертежа его деда и 1303 чертежа его отца (эта часть собрания хранилась отдельно, в специально спроектированном стенде), 789 чертежей Уильяма Чеймберса, 286 чертежей Джеймса Плейфэра и 1635 работ других архитекторов и художников (Мэтью Бреттингема, Томаса Сэндби, Хамфри Рептона, Джозефа Ноллекенса, Питера Схемакерса, Яна Михаэла Рёйсбрука и др.).
В музее содержится обширное собрание итальянской архитектурной графики: книга рисунков Николетте да Модены (начало XVI века), относящийся к тому же периоду кодекс Конер, по которому учился Микеланджело, 213 работ Джорджо Вазари (середина XVI века), 3 тома рисунков Джованни Баттисты Монтано (рубеж XVI—XVI веков), рисунки Джованни Баттисты Джизлени (XVII век), два тома рисунков Карло Фонтаны (XVIII век), выполненные Томасом Мейджором зарисовки руин Пестума (1768), сборник архитектурных орнаментов эпохи Возрождения («альбом Маргарет Чиннери») и ещё шесть томов архитектурных рисунков различных художников.
Коллекция архитектурных моделей насчитывает 252 экспоната, 118 из которых (детали, фасады, отдельные помещения и полные конструкции) относятся к зданиям, построенным по проектам Соуна (в том числе 44 — к Банку Англии), 34 — к древнегреческим и древнеримским постройкам (20 гипсовых и 14 пробковых моделей), а остальные представляют собой модели отдельных архитектурных деталей и орнаментов. Гипсовые модели античных зданий, изготовленные парижским мастером Жаном-Пьером Фуке (Jean-Pierre Fouquet), Соун приобрел в 1834 году за 100 фунтов стерлингов; в их числе — модели Эрехтейона, Башни Ветров в Афинах, Галикарнасского мавзолея, римского Пантеона, храма Весты в Тиволи, храма Антонина и Фаустины и храма Портуна, представленных в реконструкциях, а не в современном руинизированном состоянии.

## Руководители
Помимо главной руководящей должности куратора, завещание Соуна предусматривало для музея должность инспектрисы, введенную специально для миссис Сары Кондуитт — экономки и близкого друга семьи.
В 1945—1984 годах музеем руководили историк архитектуры Джон Саммерсон (куратор) и Дороти Страуд (инспектриса). В 1984 году куратором был назначен Питер Торнтон, бывший сотрудник Музея Виктории и Альберта. В 1995 году Торнтон ушел в отставку, и куратором музея впервые стала женщина — Маргарет Ричардсон (Margaret Richardson, в 1985 году сменившая Страуд в должности инспектрисы), а должность инспектрисы при ней заняла Хелен Дори (Helen Dorey). С 2005 года музей возглавлял Тим Нокс, в прошлом главный куратор Национального фонда исторических и природных достопримечательностей. Под его руководством прошли первые две фазы масштабного реставрационного проекта «Открытие Соуна».
В 2013 году должность куратора была переименована, и проект был завершен под началом нового директора — Эйбрахама Томаса (Abraham Thomas), в прошлом одного из кураторов Музея Виктории и Альберта В 2016 году Томаса сменил на этом посту Брюс Бушер (Bruce Boucher), бывший директор Музея искусств «Фралин» (Виргиния, США).

## В популярной культуре
Знаменитые иллюстрации Джона Тенниела к «Алисе в Зазеркалье» созданы под впечатлением от выпуклых зеркал, украшающих купол Салона для завтрака в музее Соуна.
В музее Соуна снималась одна из сцен британского телеспектакля 1966 года «Алиса в Стране Чудес» (встреча Алисы с Синей Гусеницей).
Музей Соуна послужил прообразом «Музея странных вещей» из цикла романов Ренсома Риггза о «странных детях». Имя самого архитектора упомянуто в связи с одним с экспонатов в шестой книге цикла («Казни Дьявольского акра»).